# 栃木県道306号西那須野下石上線
栃木県道306号西那須野薄葉線（とちぎけんどう306ごう にしなすのうすばせん）は、栃木県那須塩原市から大田原市までを結ぶ一般県道である。

## 概要

### 路線データ
- 総延長：7.346km[1]
- 実延長：5.724km[2]
- 起点：栃木県那須塩原市永田町1番地593地先[1]（西那須野駅西口交差点＝栃木県道317号西那須野停車場線交点）
- 終点：栃木県大田原市薄葉1084番地2地先[1]（国道4号交点）
- 認定：1986年（昭和61年）4月1日

## 歴史

### 年表
- 1986年（昭和61年）4月1日 - 一般県道西那須野下石上線として認定。
- 2017年（平成29年）10月17日 - 終点を大田原市下石上から大田原市薄葉に変更し、一般県道西那須野薄葉線に改称。[1]

## 路線状況

### 交通量
24時間自動車類交通量（台/日）
- 大田原市下石上1590-15：3,959

## 地理

### 通過する自治体
- 栃木県
  - 那須塩原市 - 大田原市

### 交差する道路
- 国道400号大田原西那須野バイパス（那須塩原市あたご町）[4]